# 6 de Setembro
Desportivo Militar 6 de Setembro ist ein Fußballverein aus der Ortschaft Santana auf der Insel São Tomé im afrikanischen Inselstaat São Tomé und Príncipe. Der Verein ist der einzige Militär-Fußballclub des Landes.

## Vereinsgeschichte
Der Club wurde am 6. September gegründet und ist bekannt für seine militärische Zugehörigkeit. Er ist einer der wenigen Vereine, die je einen Insel- und einen Landesmeistertitel errungen haben. Zudem konnte der Club zweimal den Landes- und Regionalpokal gewinnen.
Der erste Pokaltitel wurde im Jahr 1988 errungen. 6 de Setembro erreichte später ein weiteres Finale, verlor jedoch. Nach einer Phase des Niedergangs und Abstiegs zu Beginn des 21. Jahrhunderts kehrte der Club in der Saison 2009/10 in die erste Liga zurück und gewann erneut den Pokal, diesmal mit einem 3:0-Sieg gegen Andorinha.
Im Jahr 2011 folgte der Gewinn des Superpokals. Anschließend stieg der Club erneut in die zweite, dann in die dritte Liga ab. In den Jahren 2014 und 2015 nahm der Verein nicht am Ligabetrieb teil. 2016 kehrte man zurück und gewann die Dritte Liga, 2017 folgte der Aufstieg in die erste Liga.
2023 gewann der Verein seinen zweiten Meistertitel.

## Erfolge

### National
- Campeonato Santomense (Meisterschaft): 2

1988, 2023
- Taça Nacional de São Tomé e Príncipe (Pokal): 2

1988, 2010
- Supertaça de São Tomé e Príncipe (Superpokal): 1

2011

### Regional
- Inselmeister São Tomé (Campeonato Regional de São Tomé): 1

1988
- Regionale Taça de São Tomé: 1

2010